# Irozuki Tincle no Koi no Balloon Trip
Irozuki Tincle no Koi no Balloon Trip (ibland Ripening Tingle's Balloon Trip of Love eller Color Changing Tingle's Love Balloon Trip) är ett spel till Nintendo DS där Tingle är huvudpersonen. Spelet är en uppföljare till Freshly-Picked Tingle's Rosy Rupeeland. Spelet handlar än en gång om Tingle, som syns i sitt hus med hunden Barkle tittandes på en reklamfilm på TV. Han får då upp ögonen för en bok som säges attrahera kvinnor. Tingle beställer boken, men när han senare öppnar den så sugs han i boken. 
Tingle möter där tre karaktärer som ska hjälpa honom på hans äventyr. Dessa är Kakashi (en fågelskrämma), Buriki (en kvinnlig plåtrobot) och Lion (ett lejon). Dessa karaktärer är inspirerade av den klassiska boken Trollkarlen från Oz. Förutom dessa är där även fem kvinnliga karaktärer som Tingle måste bekanta sig med under spelets gång.